# Азерэнержи
ОАО «Азерэнержи» (азерб. Azərenerji ASC) — компания Азербайджана, занимающаяся производством и распределением электроэнергии, управлением электрическими станциями, подстанциями, сетями передачи электричества высокого напряжения (110, 220, 330, 500 киловольт).

## Общие сведения
Государственная компания, 100 % акций которой принадлежат государству.
В январе 2021 г. агентство S&P подтвердило рейтинг компании на уровне BB/B со стабильным прогнозом.

## Функции
- осуществляет внедрение новых технологий
- осуществляет обмен электроэнергией с иными странами

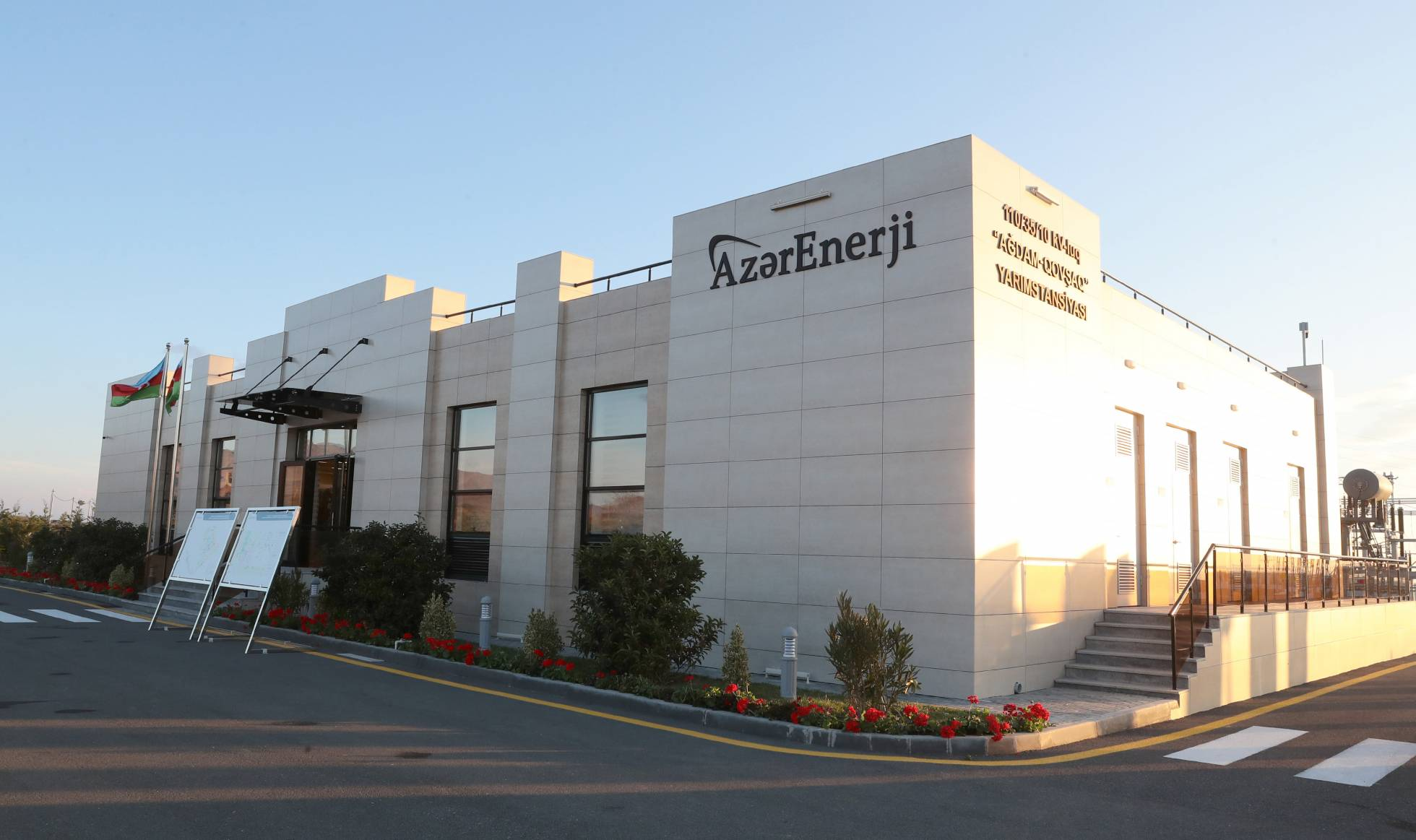

## Задачи
- увеличение мощности энергосистем Азербайджана
- строительство новых сетей высокого напряжения

## История
Приказом Народного комиссара тяжёлой промышленности СССР от 29 июля 1935 года из состава Азнефть выделено управление «Электроток», и передано в состав Главэнерго. На его базе создано Азербайджанское районное энергетическое управление «АзЭнерго». Начало деятельность 20 октября 1935 года.
20 октября 1965 года создано АзГлавЭнерго (Главное управление энергетики и электрификации).
16 сентября 1970 года передано в подчинение Министерству энергетики и электрификации СССР.
14 июня 1993 года преобразовано в Государственную компанию «Азерэнержи».
28 декабря 1996 года преобразовано в ОАО со 100-% участием государства.

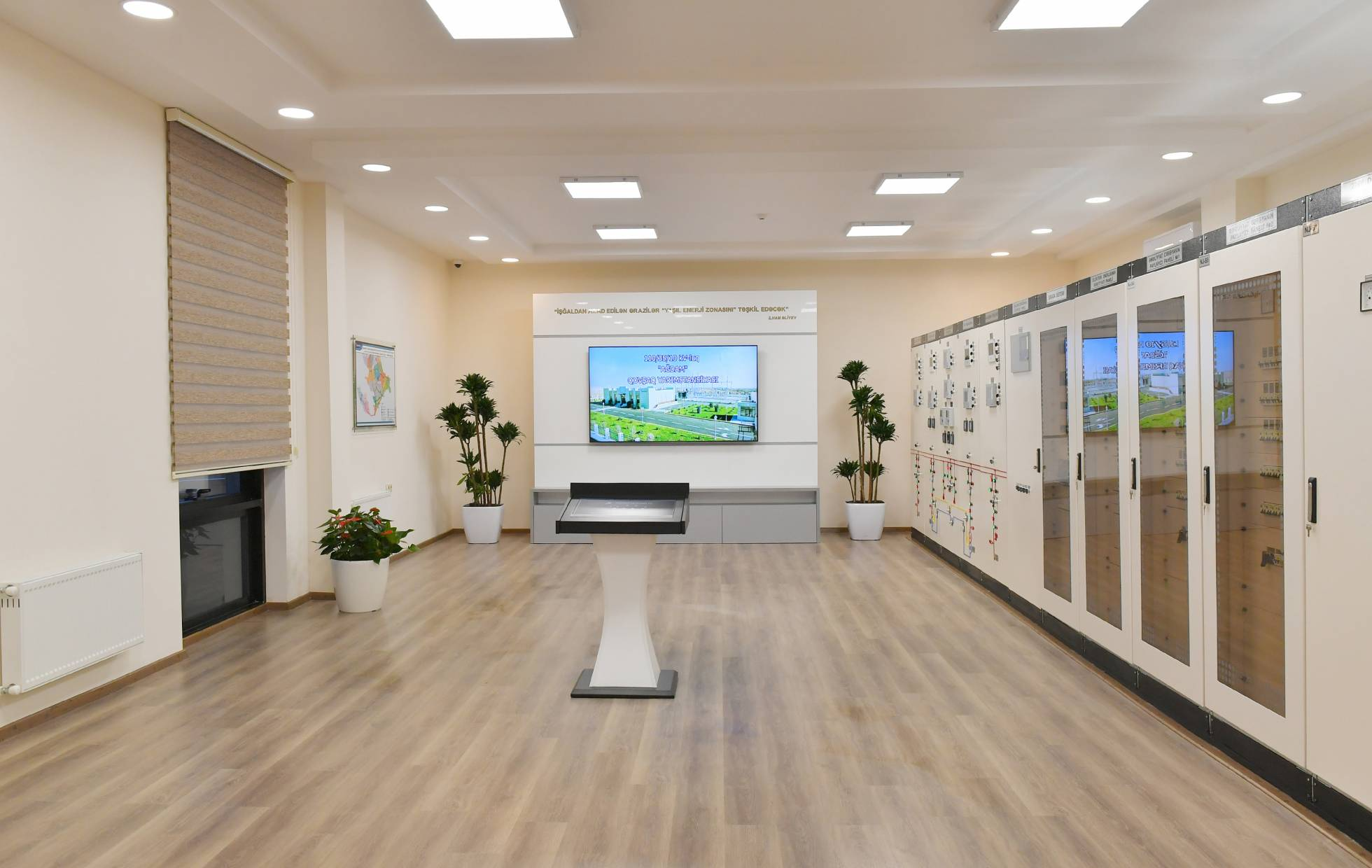

## Деятельность

### Производство энергии
В структуру Азерэнержи входит 21 электростанция.
В 2022 году АО «Азерэнержи» было выработано 26 186,9 млн квт. ч. электроэнергии. В том числе на тепловых электростанциях — 24 708,2 млн квт. ч. электроэнергии, гидроэлектростанциями — 1 478,7  млн квт. ч.  электроэнергии.
Это составило 90,3 % электроэнергии, вырабатываемой в стране.

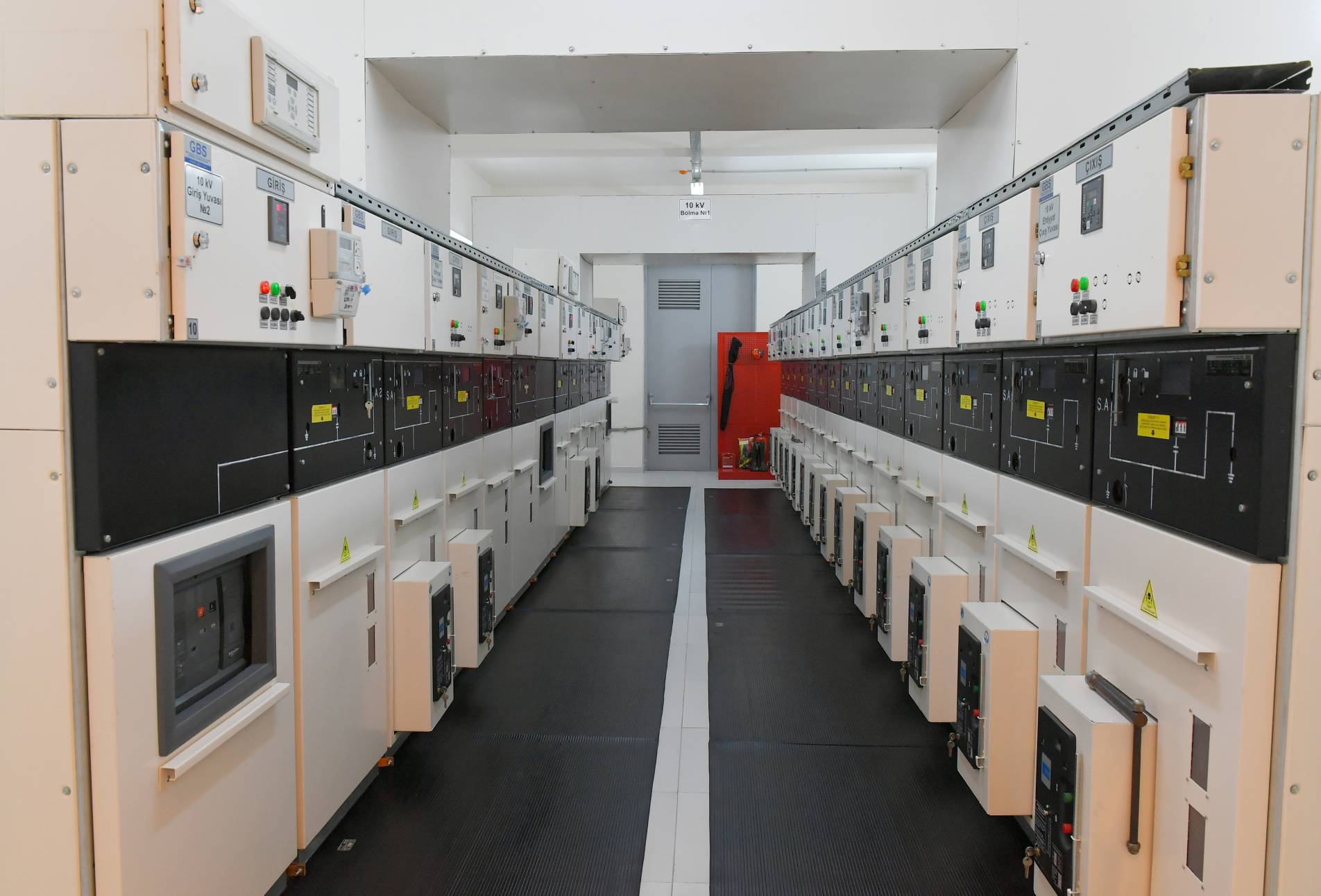

### Распределение энергии
Распределительная сеть состоит из подстанций и сетей энергопередачи на 110, 220, 330 и 500 кВ.
Общая протяжённость сетей — 7 600 км.

Внедрены системы управления энергопотреблением SCADA и EMS.

### Строительство электростанций
С 2004 по 2014 год построены и сданы в эксплуатацию 17 электростанций, проложено более 10 тыс. км линий электропередачи, построено или реконструировано свыше 1 500 электрических подстанций. В результате общая мощность электроэнергетики увеличилась на 2 300 мегаватт. На 1 мая 2014 года в Азербайджане действовало 13 220-киловольтных подстанций. 1 мая 2014 года введена в эксплуатацию 220-киловольтная подстанция «Агдаш».

Электрическая подстанция Агдаш Май 2014

В рамках восстановления освобождённых территорий на данных территориях «Азерэнержи» также ведёт строительство энергетических станций. На май 2025 года на данной территории сданы в эксплуатацию 38 малых ГЭС суммарной мощностью 307 мегаватт. Гидроэлектростанции экономят до 200 млн м3 природного газа и предотвращают выбросы в атмосферу до 400 тысяч тонн углекислого газа.

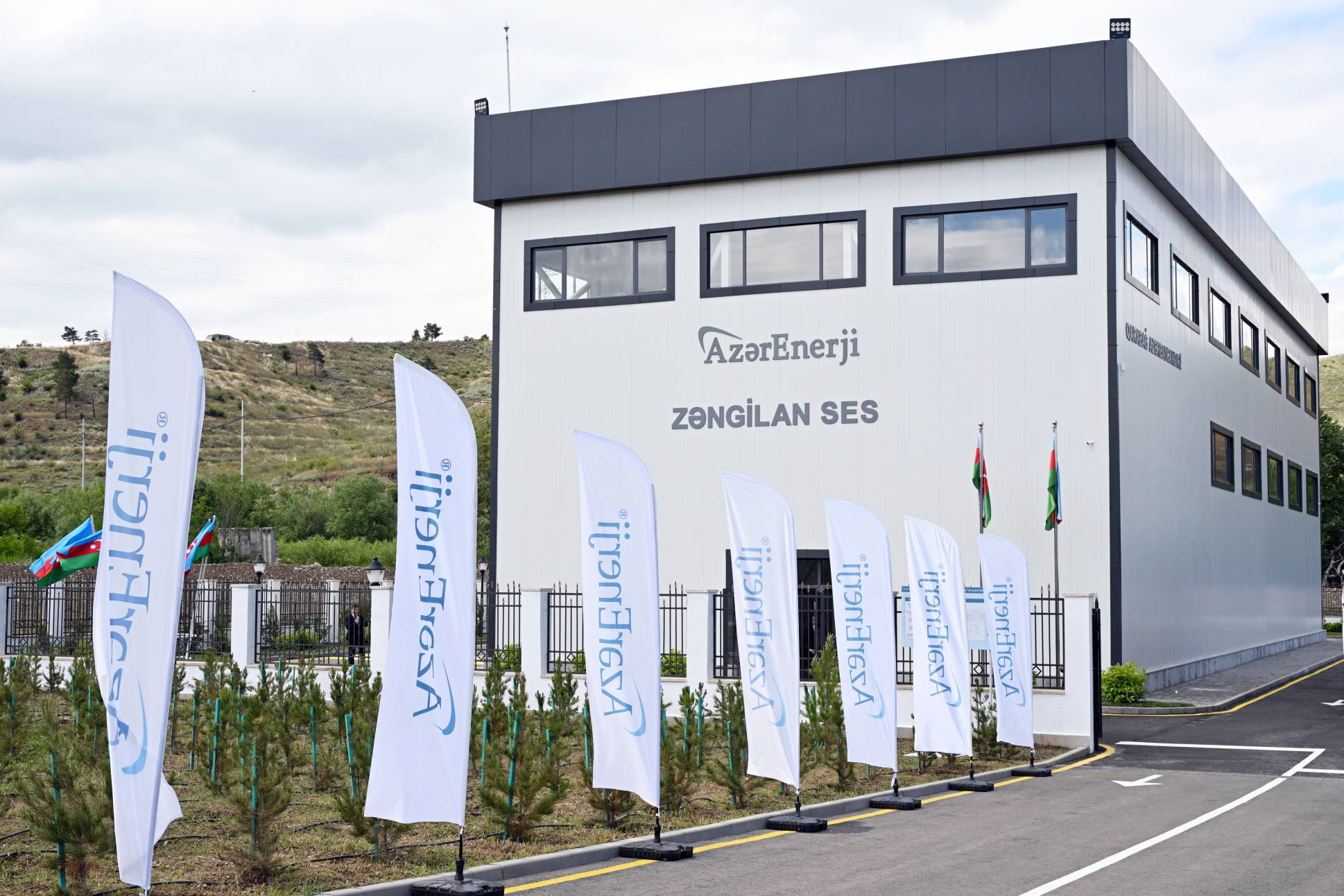
ГЭС Зангелан 18 мая 2024

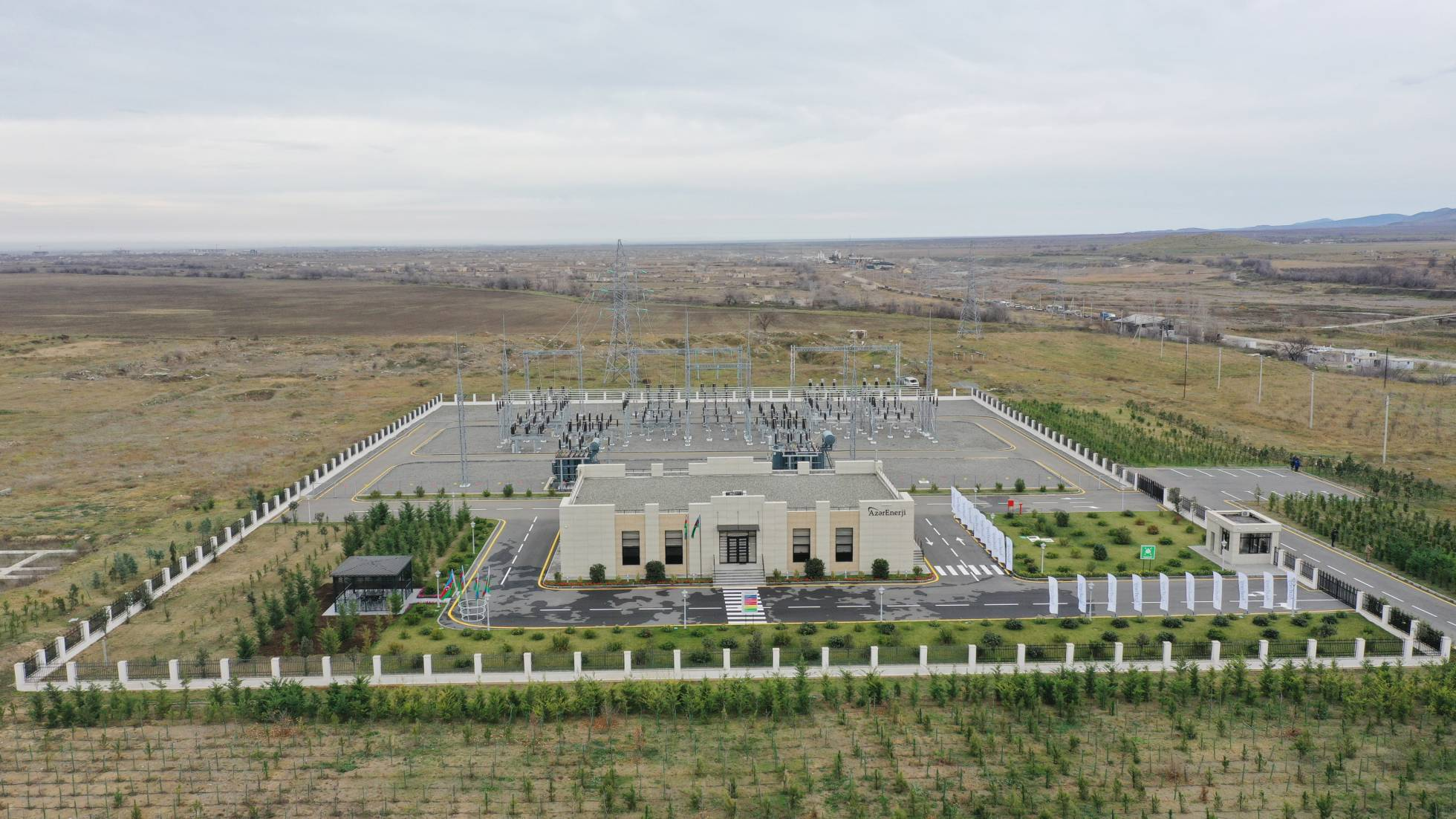

13 февраля 2022 года сдана в эксплуатацию 110/35/10-киловольтная подстанция «Агдам-1», 24 декабря 2023  сдана в эксплуатацию 110/35/10-киловольтная подстанция «Агдам-1» в Агдамском районе.
На реке Охчучай в Зангеланском районе построен каскад гидроэлектростанций из четырёх ГЭС суммарной мощностью 42 МВт - по 10,5 МВт каждая. В 2023 году введена в эксплуатацию ГЭС «Джахангирбейли». 18 мая 2024 года введены в эксплуатацию ГЭС «Зангилан» и «Шайыфлы» данного каскада. 3 октября 2024 года введена в эксплуатацию ГЭС «Сарыгышлаг». Производительность электростанции «Сарыгышлаг» составляет до 33 млн киловатт-часов электроэнергии в год.
Построена линия электропередачи напряжением 330 киловольт от подстанции «Имишли» до энергоузла «Джебраил» протяжённостью 130 км.
Также построена 330 кВ линию электропередачи протяжённостью 132 км от подстанции «Агджабеди» до г. Джебраил. Введён в эксплуатацию энергоузел международного значения «Джебраил».
2 сентября 2024 года введены в строй малые гидроэлектростанции «Зар» на реке Зарчай в Кельбаджарском районе мощностью 4,3 МВт и «Тоганалы» на реке Кюрекчай в Гёйгёльском районе мощностью 4,1 МВт.
В сентябре 2024 года начато строительство высоковольтной электрической подстанции «Наваи» напряжением 500/330 киловольт. Также строятся линии электропередачи от 500 кВ части подстанции до Абшеронского полуострова и Мингечевира, и от 330 кВ части подстанции до солнечных электростанций «Билясувар» и «Банка», посёлков Алят и Гобу.
9 мая 2025 года на территории г. Ходжалы введена в строй подстанция «Ходжалы» мощностью 3200 кВА. При подстанции установлены солнечные панели мощностью 52 кВт. 
27 мая 2025 года в Лачинском районе на участке реки Забух введены в эксплуатацию гидроэлектростанции «Ашагы Малыбейли» мощностью 3,1 МВт и «Мирик» мощностью 3,5 МВт. Ожидаемая производительность электростанций — 20 миллионов киловатт-часов/год. 
Вводимые в строй станции интегрируются в централизованную систему SCADA энергосистемы Азербайджана. 

### Улучшение экологической ситуации
В марте 2024 года компанией начата акция по посадке 29 000 деревьев на территории электростанций. Деревья планируется высадить в течение года.

### Иная деятельность
В мае 2024 года компания подписала меморандум с румынским оператором электросетей «Transelectrica», компанией «Грузинская государственная электросистема» и компанией MVM (Венгрия) о создании совместного предприятия по зеленой энергетике. Предприятие будет расположено в Румынии. Целью предприятия будет являться реализация зелёного энергетического коридора, соглашение о котором подписано Азербайджаном, Грузией, Румынией и Венгрией.

## Галерея

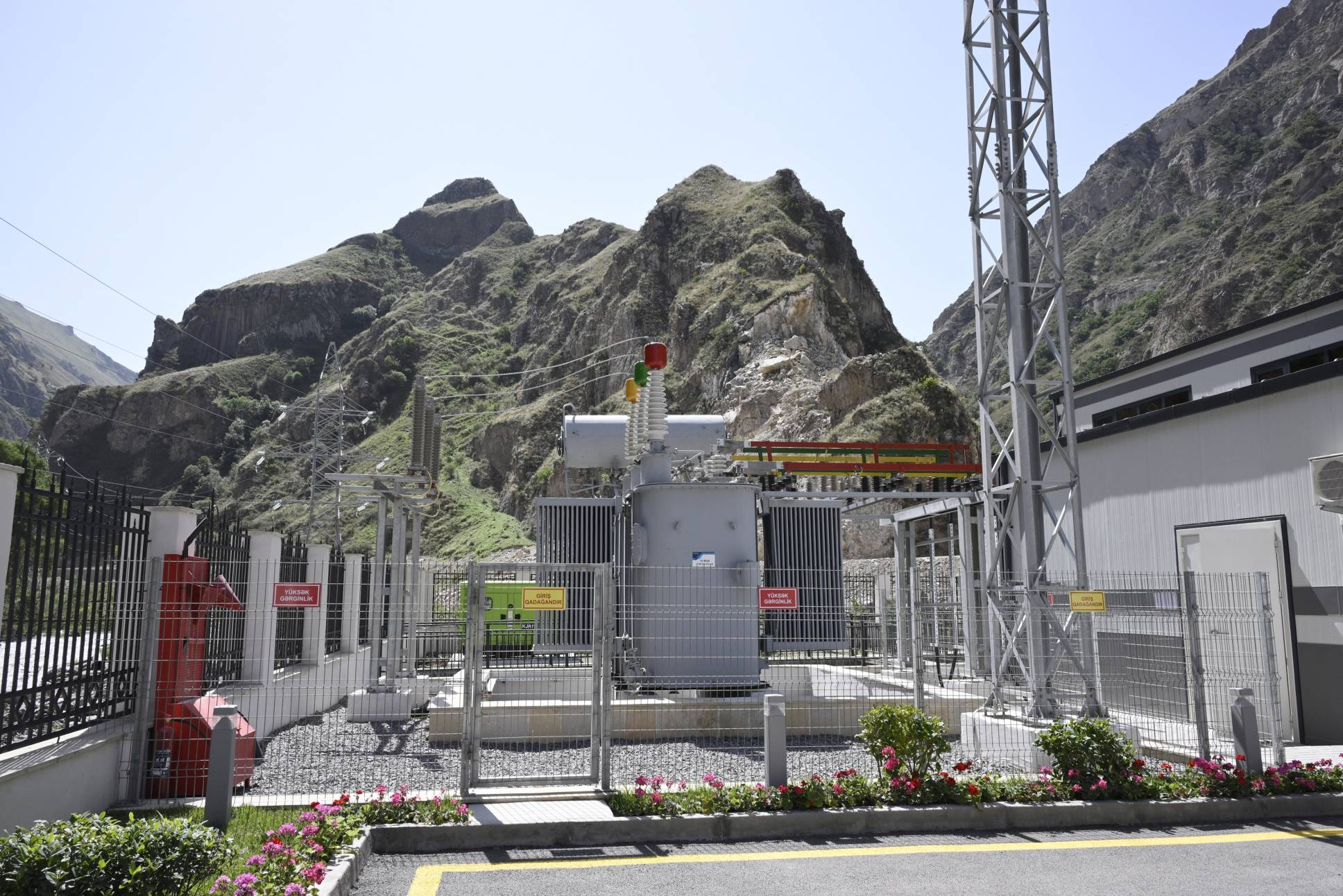
Малая ГЭС Зар Сентябрь 2024
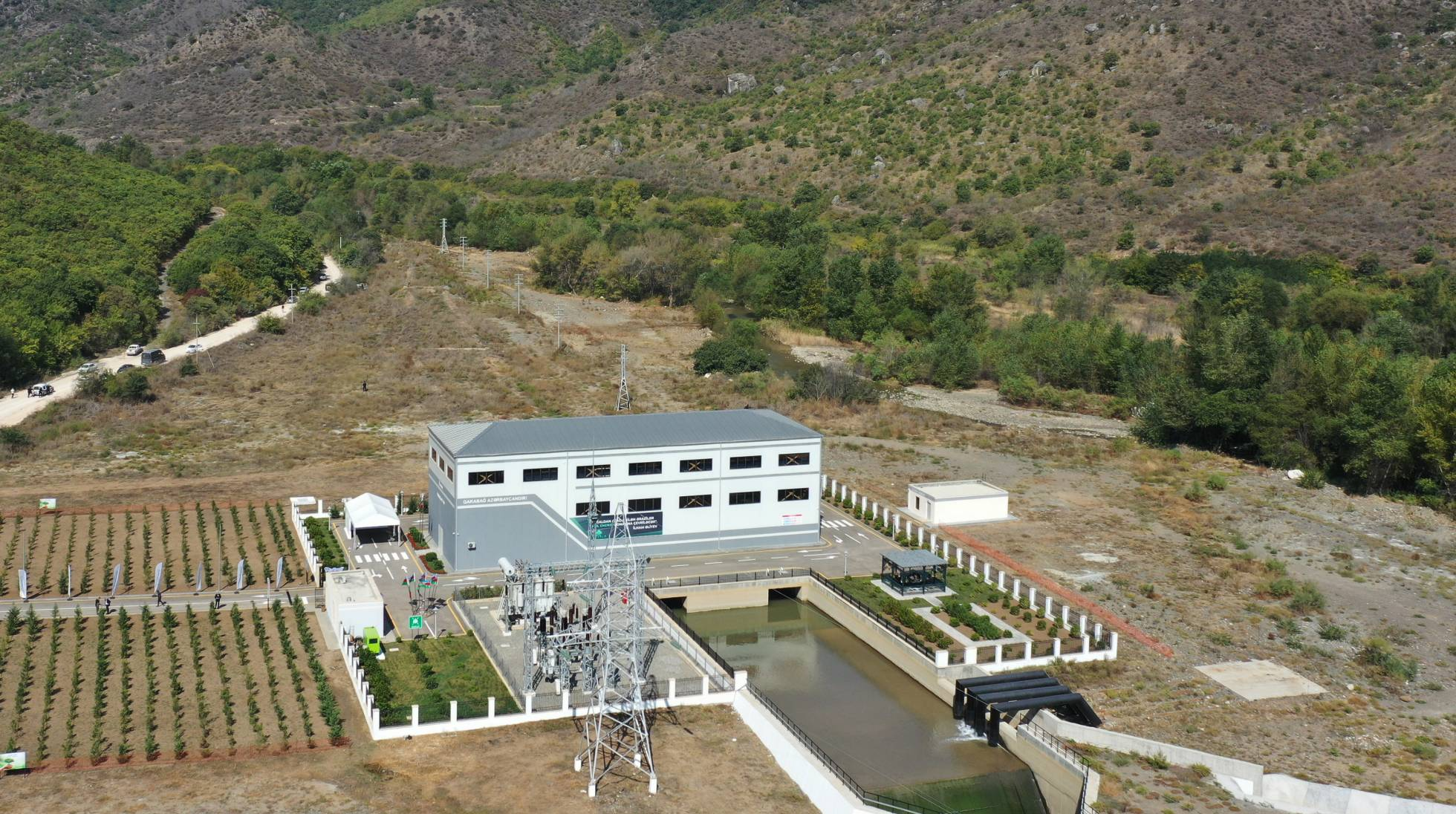
ГЭС «Сарыгышлаг» Октябрь 2024